# Frode Alfson Bjordal
Frode Alfson Bjørdal é professor emérito de filosofia da Universidade de Oslo, Noruega. Em 2013 tornou-se professor colaborador do Programa de Pós-Graduação em Filosofia da Universidade Federal do Rio Grande do Norte, em Natal-RN, Brasil.

## Educação
Bjørdal fez seus estudos de graduação em filosofia, lógica, matemática e economia na Universidade de Bergen, na Noruega e foi um Deutscher Akademischer Austauschdienst Stipendiat (Bolsista do Serviço de Intercâmbio Acadêmico da Alemanha) na Johan Wolfgang von Goethe Universität em Frankfurt am Main, Alemanha em 1985/86. Ele continuou seus estudos em filosofia na Universidade da Califórnia, Santa Barbara, Estados Unidos, de 1988 a 1992, e obteve seu doutorado em 1993.

## Carreira
De 1992 a 1994, Bjørdal foi professor universitário na Universidade de Trondheim (hoje Universidade Norueguesa de Ciência e Tecnologia); de 1994 a 1996 professor associado na Universidade de Tromsø e de 1996 a 2005 professor associado na Universidade de Oslo. Desde 2005, ele é professor titular da Universidade de Oslo e, a partir de 2013 tornou se professor emérito. A partir de 2013, ele também foi professor colaborador da Universidade Federal do Rio Grande do Norte. Desde 2015 é bolsista da CAPES.

## Interesses científicos
Bjørdal tem se preocupado principalmente com o desenvolvimento de uma teoria alternativa dos conjuntos £ (libra), que serve como base para a matemática necessária pela ciência natural e lida com os paradoxos semânticos e dos conjuntos numa maneira nova. Ele também trabalha em áreas da filosofia da religião, semântica da lógica modal e, como lógico, tem amplo interesse em outras áreas centrais da filosofia, como ética, metafísica e epistemologia.